# Estadio Multiusos de San Lázaro

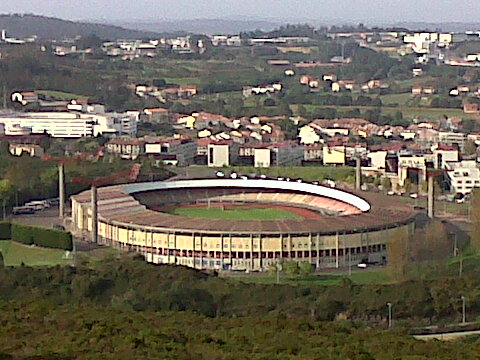

Het gemeentelijk stadion Estadio Vero Boquete de San Lázaro is een multifunctioneel stadion in de wijk San Lázaro van de stad Santiago de Compostella, in de provincie La Coruña, Spanje. Sinds 2018 is het vernoemd naar Verónica Boquete, een speelster uit Santiago. Tot dan toe stond het bekend als het San Lázaro Multiuse Stadion.
Het heeft een capaciteit van 16.666 toeschouwers en is de thuisbasis van het voetbalteam van SD Compostela. Het is ook het hoofdkantoor van verschillende entiteiten.

## Geschiedenis
De inhuldiging vond plaats op 24 juni 1993, met een vierwegtoernooi tussen Real Club Deportivo de La Coruña, CD Tenerife, CA River Plate en Sao Paulo FC. Deportivo en River speelden de eerste wedstrijd met Bebeto, de scorer van het eerste doelpunt in het stadion.
In 1999 werd het vriendschappelijke toernooi "Xacobeo Trophy" gehouden, dat samenviel met het Jacobijnse Heilig Jaar en georganiseerd door de Junta de Galicia; Het toernooi stond tegenover Real Club Celta de Vigo en Real Madrid, en het Vigo-team won met 3-0.
Op 8 november 2018 keurde de gemeenteraad van Santiago de Compostela de naamswijziging van het stadion goed als erkenning voor Verónica Boquete, een van de beste voetballers van de stad.